# میشل جاگارد-لای
 میشل جاگارد-لای (انگلیسی: Michelle Jaggard-Lai؛ زادهٔ ۶ مهٔ ۱۹۶۹) یک تنیس‌باز اهل استرالیا است.